# Atelopus siranus
Atelopus siranus es una especie de anfibio anuro de la familia de los sapos (Bufonidae). Esta rana arlequín es endémica de la Serranía de Sira, en la selva central de Perú. Su distribución es muy restringida, habitando solo las zonas más altas de la sierra, a unos 2400 m s. n. m. en bosque de nubes. Solo se han encontrado 2 machos, y lleva sin haber un registro de esta especie desde 1988, aunque es una zona muy inaccesible y apenas explorada. Se desconoce la ecología de la especie y su estado poblacional.
Mide entre 22 y 23 mm. El dorso es de color oscuro con un moteado amarillo. El vientre y las palmas de las patas son de color naranja y la superficie ventral de las patas sigue el mismo patrón que el dorso. A las dos especies que más se parece es a A. erythropus y a A. tricolor.